# Deux Durs à cuire
Pour plus de détails, voir Fiche technique et Distribution.
Deux Durs à cuire ou Au service de la gloire (What Price Glory) est un film américain réalisé par John Ford, sorti en 1952.

## Synopsis
Première Guerre mondiale. Le sergent Quirt et le capitaine Flagg sont tous les deux amoureux de Charmaine. Son père veut un mariage.

## Fiche technique
- Titre : Deux Durs à cuire
- Titre alternatif : Au service de la gloire
- Titre original : What Price Glory
- Réalisation : John Ford
- Scénario : Henry Ephron et Phoebe Ephron d'après la pièce éponyme de Maxwell Anderson et Laurence Stallings créée le 3 septembre 1924 au Plymouth Theatre, à Broadway
- Production : Sol C. Siegel
- Société de production : Twentieth Century Fox
- Musique : Alfred Newman
- Photographie : Joseph MacDonald
- Montage : Dorothy Spencer
- Pays d'origine : États-Unis
- Format : Couleurs - 1,85:1 - Mono - 35 mm
- Genre : Comédie, romance, musical, guerre
- Durée : 111 minutes
- Date de sortie : 1952

## Distribution
- James Cagney : Capitaine Flagg
- Corinne Calvet : Charmaine
- Dan Dailey : 1er sergent Quirt
- William Demarest : Caporal Kiper
- Craig Hill : Lieutenant Aldrich
- Robert Wagner : Soldat Lewisohn
- Marisa Pavan : Nicole Bouchard
- Casey Adams : Lieutenant Moore
- James Gleason : Général Cokely
- Wally Vernon : Lipinsky
- Henri Letondal : 'Cognac' Pete (père de Charmaine)

Et, parmi les acteurs non crédités :
- Luis Alberni : 'Grand Oncle'
- Ann Codee : Infirmière
- Sean McClory : Lieutenant Austin
- Louis Mercier : Bouchard
- Barry Norton : Prêtre
- Alfred Zeisler : Colonel allemand
- Peter Julien Ortiz

## Autour du film
- Recettes : 2 000 000 dollars.
- Le film est un remake du film éponyme réalisé en 1926 par Raoul Walsh avec Victor McLaglen. Ford avait réalisé quelque plans de ce film.
- Ford avait monté la pièce en 1949 avec Ward Bond, Pat O'Brien, John Wayne, Gregory Peck et Maureen O'Hara.
- Ford souhaitait John Wayne pour le rôle du capitaine Flagg. Zanuck lui imposa Cagney qui est à la limite du cabotinage. Zanuck avait même pensé au départ en faire une comédie musicale, il en reste de nombreux morceaux de musical.
- Ford aurait été d'une humeur exécrable sur le film.